# Sióagárd
Sióagárd là một thị trấn thuộc hạt Tolna, Hungary. Thị trấn này có diện tích 24,4 km², dân số năm 2010 là 1275 người, mật độ 52 người/km².